# كوبيليس
بلدية كوبيليس (بالكاتالانية: Cubelles) هي إحدى بلديات مقاطعة برشلونة، والتي تقع في منطقة كاتالونيا، شرق إسبانيا.
يبلغ عدد سكانها 12.773 نسمة وفقاً لإحصائية سنة (2007).